# Musée d'Art de Jyväskylä
Le Musée d’art de Jyväskylä (finnois : Jyväskylän taidemuseo) est un musée situé à Jyväskylä en Finlande.

## Architecture
Le centre d'exposition Holvi se trouve dans un immeuble de boutiques et de résidence conçu en 1930 par Oiva Kallio.

## Collections
Le Musée d'art de Jyväskylä est la galerie régionale de la Finlande-centrale.
Il se concentre sur l'art contemporain, et l'art graphique et photographique de Finlande-centrale, de Finlande et international.
Le musée est l'ancien département des beaux arts du Musée Alvar Aalto dont il s'est séparé le 22 mars 1981 pour devenir Musée d’art de Jyväskylä indépendant. Sa collection comporte plus de 5000 œuvres de 270 artistes.

### Œuvres
- "Mies mieheltä" Wäinö Aaltonen[2]
- "Tanssijatar" de Wäinö Aaltonen[3].